# Franz-Ludwig Deubner
Franz-Ludwig Deubner  (* 2. Juni 1934 in Berlin; † 21. Oktober 2017 in Freiburg im Breisgau) war ein deutscher Astronom und Astrophysiker und Professor an der Julius-Maximilians-Universität Würzburg.

## Leben und Wirken
Deubner wurde 1934 als Sohn des Physikers Alexander Deubner und der Pianistin Carla Louise Deubner (geborene Wegener) geboren. Nach dem Abitur am Humanistischen Gymnasium studierte er Physik und Mathematik an der Technischen Universität Berlin und an der Albert-Ludwigs-Universität in Freiburg im Breisgau, wo bereits sein Großvater Ludwig Deubner gelehrt hat und
er auch 1968 zum Dr. rer. nat. promoviert wurde. Sein wissenschaftliches Interesse galt der Erforschung der Sonnenaktivitäten. Von 1959 bis 1979 war er Astrophysiker am Fraunhofer-Institut für Sonnenphysik in Freiburg (heute: Kiepenheuer-Institut), entdeckte 1975 die 5-Minuten-Oszillationen der Sonne und war damit Wegbereiter der Helioseismologie.
Er gehörte von 1976 bis 1991 der Redakteursvertretung des Astronomie-Fachmagazins Solar Physics an, in dem er regelmäßig publizierte. Er war außerdem Präsident der IAU Commission 12.
1979 erhielt der Diplom-Physiker einen Ruf auf den Lehrstuhl für Astronomie der Universität Würzburg als Nachfolger von Hans Haffner, den er über 20 Jahre bis zu seiner Emeritierung zum 1. Oktober 1999 innehatte.

## Privatleben
Seit 1959 war er verheiratet mit Esther Deubner, geborene Schaarschmidt. Das Ehepaar hatte zwei Kinder (Maacha Caroline und Rahel Sabine).  Er starb am 21. Oktober 2017 im Alter von 83 Jahren in Freiburg im Breisgau. Seine letzte Ruhestätte fand Franz-Ludwig Deubner auf dem Freiburger Hauptfriedhof.

## Werke (Auswahl)

### Monografien
- Geschwindigkeitsfelder in der Sonnenatmosphäre. Freiburg im Breisgau 30. Januar 1969. (Dissertation)
- Christensen-Dalsgaard, Jørgen; Kurtz, Don (Hrsg.): New Eyes to See Inside the Sun and Stars - Pushing the Limits of Helio and Asteroseismology with New Observations from the Ground and from Space. Springer Netherland, Berlin 1998, ISBN 0-7923-5075-8. (Herausgeber)

### Aufsätze
- Some properties of velocity fields in the solar photosphere. In: Solar Physics. Band 2, Nr. 2, 1967, S. 133–149.
- On the influence of seeing on photospheric velocity measurements. In: Solar Physics. Band 3, Nr. 3, 1968, S. 439–447.
- Mit R. Liedler: The vectormagnetograph of the Fraunhofer Institut. In: Solar Physics. Band 7, Nr. 1, 1969, S. 87–121.
- Some properties of velocity fields in the solar photosphere : II: The spatial distribution of the oscillatory field. In: Solar Physics. Band 9, Nr. 2, 1969, S. 343–346.
- Some properties of velocity fields in the solar photosphere : III. Oscillatory and supergranular motions as a function of height. In: Solar Physics. Band 17, Nr. 1, 1971, S. 6–20.
- Some properties of velocity fields in the solar photosphere : IV. Long periods, five minute oscillations, and the supergranulation at lower layers. In: Solar Physics. Band 22, Nr. 2, 1972, S. 263–275.
- On the powerspectrum of the photospheric resonance oscillations. In: Solar Physics. Band 23, Nr. 2, 1972, S. 304–306.
- Mit Nobukazu Hayashi: Is there horizontal phase propagation of 5-min oscillations at high velocities? In: Solar Physics. Band 30, Nr. 1, 1973, S. 39–46.
- On the energy distribution in wavenumber spectra of the granular velocity field. In: Solar Physics. Band 36, Nr. 2, 1974, S. 299–301.
- Some properties of velocity fields in the solar photosphere : V: Spatio-temporal analysis of high resolution spectra. In: Solar Physics. Band 39, Nr. 1, 1974, S. 31–48.
- Mit Manuel Vazquez: Differential rotation and the spot zones. In: Solar Physics. Band 43, Nr. 1, 1975, S. 87–90.
- Observations of low wavenumber nonradial eigenmodes of the sun. In: Astronomy and Astrophysics. Band 44, Nr. 2, November 1975, S. 371–375.
- Helioseismologie – den inneren Aufbau der Sonne auf „Herz und Nieren“ prüfen. In: Physik in unserer Zeit. Band 16, Nr. 4, 27. März 2006, S. 116–122.
- Acoustic waves and the geometric scale in the solar atmosphere. In: Solar Physics. Band 40, Nr. 2, 1975, S. 333–335.